# Liu Jiakun
Liu Jiakun (nascido em 1956) é um arquiteto chinês conhecido por seu foco no minimalismo, humanismo e design contextual local. Em 2025, ele ganhou o Prêmio Pritzker.

## Início da vida e educação
Liu nasceu em 1956 em Chengdu, na província de Sichuan, na China. Sua mãe era médica internista no Hospital Popular de Chengdu. Aos 17 anos de idade, durante a Revolução Cultural, ele foi enviado para o campo para servir como operário, como parte do programa de jovens rústicos do país. Inicialmente aspirando ser um artista, ele foi atraído pela arquitetura devido à sua conexão com o desenho e o design. Ele se formou em 1982 no Instituto de Arquitetura e Engenharia de Chongqing (agora parte da Universidade de Chongqing) com um diploma de bacharel em engenharia de arquitetura.

## Carreira
Após a graduação, Liu trabalhou no Instituto de Pesquisa e Design Arquitetônico de Chengdu, de propriedade estatal. Mais tarde, ele passou um tempo nas regiões autônomas do Tibete e de Xinjiang, na China, explorando arte e literatura. Ele retornou à arquitetura em 1993, inspirado por uma exposição do antigo colega de classe Tang Hua (em chinês:  汤桦). Ele iniciou prontamente o estágio mais extraordinário do seu desenvolvimento intelectual, envolvendo-se em discursos sobre a influência e o significado da arquitetura com colegas como os artistas Luo Zhongli e o poeta Zhai Yongming.
Em 1999, ele fundou a Jiakun Architects em Chengdu. Desde então, sua empresa concluiu mais de 30 projetos em toda a China, incluindo trabalhos acadêmicos, culturais, cívicos, comerciais e de planejamento urbano.

### Filosofia arquitetônica e obras selecionadas
O trabalho de Liu enfatiza a integração do contexto local, do artesanato tradicional e do design sustentável, evitando floreios chamativos. Seus projetos frequentemente fazem uso de materiais locais e da estética da imperfeição. Após o terremoto de Sichuan em 2008, ele reaproveitou os escombros do terremoto em novos materiais de construção. O material e a sua essência são revitalizados e realçados com fibras de palha e cimento locais, resultando em tijolos fisicamente superiores e mais económicos do que o material original, demonstrando a resiliência da comunidade. Além disso, ele projetou um memorial que homenageia uma menina de 15 anos de idade morta quando sua escola desabou durante o terremoto. O memorial foi construído para se assemelhar a uma tenda e continha alguns dos pertences de Hu, incluindo um cachecol e uma mochila.
Em 2002, ele projetou o Museu de Arte de Escultura em Pedra Luyeyuan em Chengdu, inspirado em um jardim tradicional chinês, para abrigar uma coleção particular de relíquias budistas. Ele trabalhou no Museu Shuijingfang em 2013, que foi construído no local de uma destilaria de 600 anos e se concentrava na história do licor chinês Baijiu. Seu projeto do Museu dos Relógios tinha uma série de relógios representando o fim da Revolução Cultural na China.
Seus projetos comerciais incluíram o campus de Xangai da empresa farmacêutica Novartis, que ele projetou em 2014. O campus combinava a estética tradicional chinesa com um exterior contemporâneo, incluindo várias varandas em vários níveis. Sua obra de 2015, "West Village", em Chengdu, foi um projeto público de uso misto que incluía escritórios, espaços recreativos, esportivos e culturais; foi considerada modesta e visualmente discreta, contrastando com os edifícios altos vizinhos. O quarteirão da vila incorporou passarelas para pedestres, espaços verdes e ciclovias.

### Exposições e reconhecimento internacional
Os designs de Liu foram exibidos internacionalmente, inclusive na Bienal de Arquitetura de Veneza e uma exposição individual na Galeria AEDES de Berlim. Em 2018, ele foi contratado para projetar o Pavilhão Serpentine em Pequim, que atraiu a atenção internacional.

### Prêmios
Em 2025, Liu recebeu o Prêmio Pritzker de Arquitetura; ele foi o terceiro arquiteto chinês a receber o prêmio, depois de Wang Shu em 2012 e I. M. Pei em 1983. O júri do Pritzker elogiou a "reverência de Liu pela cultura, história e natureza, registrando o tempo e confortando os usuários com familiaridade por meio de interpretações modernas da arquitetura chinesa clássica". A citação do prêmio dizia: "Por meio de um excelente conjunto de trabalhos de profunda coerência e qualidade constante, Liu Jiakun imagina e constrói novos mundos, livres de qualquer restrição estética ou estilística".